# Інден (Північний Рейн-Вестфалія)
Інден (нім. Inden) — громада в Німеччині, знаходиться в землі Північний Рейн-Вестфалія. Підпорядковується адміністративному округу Кельн. Входить до складу району Дюрен.
Площа — 35,92 км2. Населення становить 7480 ос. (станом на 31 грудня 2020).